# Nude per l'assassino
Nude per l'assassino è un film del 1975 diretto da Andrea Bianchi.
Tipica produzione inserita nel filone del thriller all'italiana dell'epoca, Nude per l'assassino è una delle tante collaborazioni tra il regista Bianchi, lo sceneggiatore Massimo Felisatti e il direttore della fotografia Franco Delli Colli. Il film è stato citato come influente nello sviluppo del genere degli slasher film statunitensi, basati sulle scene truculenti.

## Trama
La fotomodella milanese Evelyn muore per un aborto praticata clandestinamente. Segue una catena efferata di delitti che coinvolge i colleghi dell'atelier e il medico che ha eseguito l'intervento.
La polizia riuscirà a stento a smascherare l’omicida e con un caro tributo di vittime.

## Produzione
Lo sceneggiatore Massimo Felisatti non volle essere riconosciuto come autore della trama del film, e quindi diede al regista Andrea Bianchi tutti i crediti della storia così da "defilare il proprio ruolo e non essere ritenuto responsabile del copione". Bianchi, Felisatti e il fotografo di scena Franco Delli Colli avrebbero collaborato ancora l'anno successivo in occasione di La moglie di mio padre. La colonna sonora di Nude per l'assassino è opera di Berto Pisano, che si sarebbe occupato anche delle musiche del film Malabimba diretto da Bianchi nel 1979. Bianchi avrebbe scritturato Femi Benussi, che interpreta una delle modelle nel film, in altri due film: La moglie di mio padre e Cara dolce nipote.
Nude per l'assassino è stato descritto come un tipico "slasher movie inserito nel filone del giallo-thriller all'italiana", inaugurato da Mario Bava e Dario Argento e rielaborato in numerosi altri film, spesso di qualità inferiore, nel corso degli anni settanta. Il film è stato inoltre citato come "il ponte di collegamento perfetto verso gli slasher movie americani" con la sua enfasi risolutamente posta su "sesso e violenza" e una trama ridotta ai minimi termini.

## Distribuzione
Nude per l'assassino uscì nelle sale italiane il 26 agosto 1975. In Gran Bretagna fu distribuito il 4 ottobre 1979, con una certificazione censoria "X" della British Board of Film Classification, con il taglio di circa cinque minuti di pellicola. Nel mercato dell'home video internazionale uscì anche con i titoli Strip Nude for Your Killer, Tenebre braccia della morte e Strip Naked for Your Killer.

## Accoglienza
Nude per l'assassino ha ricevuto critiche principalmente negative sin dalla sua uscita. Scrivendo per AllMovie, Jason Buchanan assegna al film due stellette su cinque, definendolo "sfacciatamente sadico". Budd Wilkins della rivista Slant, diede al film tre stelle su cinque, definendolo "uno degli esempi più sordidi" del genere giallo. Wilkins fece notare come la violenza presente nel film "non sia necessariamente più forte che in altri film contemporanei di genere come Profondo rosso di Dario Argento", ma assolutamente "più legata alla sessualità aberrante che in qualsiasi altra opera del genere". Inoltre, Wilkins vide delle somiglianze tra il film e Cosa avete fatto a Solange? (1972) di Massimo Dallamano. Adam Tyner di DVD Talk assegna due stellette su cinque al film, definendolo "quasi un non film". Tyner scrisse che Nude per l'assassino "non si propone di essere riverito come un trionfo artistico", e lo descrisse "buono giusto per un noleggio" per i fan del genere.
Scrivendo per The A.V. Club, Noel Murray paragonò il film a Il tuo vizio è una stanza chiusa e solo io ne ho la chiave (1972) di Sergio Martino, notando che "entrambi sono ambientati nell'aristocrazia europea decadente, con modelli insulsi, robusti piloti di motocross, dirigenti bigotti e artisti debosciati che vagano in un mondo di tessuti morbidi e pelle insanguinata e squarciata". Mike Pereira di Bloody Disgusting assegna a Nude per l'assassino un voto di 0.5 su 5, scrivendo che "puzza di opera amatoriale". Pereira definì scontatissima la trama del film e "terribile la regia e la recitazione". La rivista Nocturno assegna al film quattro su cinque stellette, descrivendolo "uno dei più audaci" thriller degli anni settanta, anche se non il più bello.